# Sékou Traoré
Pour les articles homonymes, voir Traoré et Sékou Traoré (cinéaste).
Sékou Traoré, dit Bad, né le 14 juillet 1978 à Koutiala et mort le 24 janvier 2012 à Aguel'hoc, est un capitaine des forces armées maliennes.

## Biographie
Il est le fils d'Aliou et Néné Salimata Sow. 

### Carrière
Il est admis à l'École militaire interarmes de Koulikoro le 1er octobre 2002 dont il sort sous-lieutenant en juillet 2005. Il est admis comme chef de section à la 624e CIR de Sévaré. Le 1er août 2009, il devient chef de compagnie adjoint de la 624e CIR et il rejoint Gao. Il est promu capitaine le 1er janvier 2012.

### Décès à Aguel'hoc
Début janvier 2012, il commande la 713e compagnie nomade qui tient garnison à Aguel'hoc. Les rebelles du MNLA attaquent le 18 janvier mais, sous le commandement du capitaine Traoré, les soldats tiennent bon. Ils ne capitulent que le 24 janvier 2012. Le capitaine Traoré est un des premiers prisonniers à être exécuté, suivi de plusieurs dizaines de ses hommes.